# هنري دريفوس
هنري دريفوس هو كيميائي سويسري، ولد في 1882 في بازل في سويسرا، وتوفي في 1944.

## وصلات خارجية
- هنري دريفوس على موقع الموسوعة البريطانية (الإنجليزية)